# Кумська ГЕС
Кумська ГЕС — гідроелектростанція в Карелії. Знаходячись перед Іовською ГЕС, становить верхній ступінь каскаду на річці Ковда, яка впадає до губи Ковда (Кандалакська затока Білого моря).
У межах проєкту річку перекрили кам'яно-накидною греблею із моренним ядром висотою 20 метрів та довжиною 700 метрів, створений якою підпір утворив велике водосховище, котре включило у себе природні водойми Кундозеро, Пяозеро та Топозеро. Цей резервуар має площу поверхні 1910 км2 і об'єм 9,8 млрд м3 (корисний об'єм 8,6 млрд м3). 
Ліворуч від греблі облаштовано водозабір, від якого до машинного залу прокладено чотири водоводи діаметрами по 5 метрів. Основне обладнання станції становлять дві  турбіни типу Каплан (кожна живиться через два водоводи) потужністю по 40 МВт. Вони використовують напір у 32 метри та забезпечують виробництво 346 млн кВт·год електроенергії на рік.
Відпрацьована вода повертається у річку по відвідному каналу довжиною 1,3 км.
Видача продукції відбувається по ЛЕП, розрахованій на роботу під напругою 154 кВ.